# 郭丹 (速度滑冰运动员)
郭丹（1990年12月6日—），女，北京人，中国速度滑冰、轮滑运动员，2013年世界运动会女子20000米积分淘汰赛金牌得主、2018年亚洲运动会女子20000米积分淘汰赛银牌得主。